# Juliette Lewis
Juliette Lake Lewis (Los Angeles, 21 giugno 1973) è un'attrice e cantante statunitense.
Ha raggiunto la grande popolarità nei primi anni 90 del XX secolo, in cui è stata considerata una delle più promettenti giovani attrici di Hollywood. Nel 1992 ha ottenuto una candidatura come miglior attrice non protagonista agli Oscar e ai Golden Globe per Cape Fear - Il promontorio della paura, e ha vinto il premio Pasinetti per la miglior attrice alla Mostra internazionale d'arte cinematografica di Venezia per Assassini nati - Natural Born Killers.
Parallelamente all'attività attoriale, ha portato avanti una carriera come cantante e musicista, nei gruppi Juliette and the Licks prima e Juliette and the New Romantiques dal 2009 in poi.

## Biografia
Nata in California, suo padre era l'attore Geoffrey Lewis mentre la madre, Glenis Batley, è una grafica; i suoi genitori divorziarono quando lei aveva due anni.
Nel 1989, a 16 anni, si legò all'attore Brad Pitt conosciuto sul set di Vite dannate, con cui rimase fino al 1993. Dal 1999 al 2005 è stata sposata con lo skater e attore Stephen Berra. È stata una seguace di Scientology, abbandonando in seguito il movimento religioso.
È cognata dell'attore Ethan Suplee.

### Attrice
Fin da piccola desidera recitare, e ottiene il suo primo ruolo in TV all'età di dodici anni.
Debutta sul grande schermo nel 1988. Nel 1992 le viene affidato il ruolo della giovane Danielle Bowden nel thriller Cape Fear - Il promontorio della paura di Martin Scorsese, che la impone all'attenzione di pubblico e critica e le fa guadagnare una candidatura agli Oscar 1992 come miglior attrice non protagonista.
Successivamente viene chiamata da Woody Allen in Mariti e mogli (1992), e poi da Oliver Stone il quale la vuole protagonista del suo controverso Assassini nati - Natural Born Killers nel ruolo della psicotica Mallory Knox; questa pellicola consacra la Lewis come una delle più apprezzate giovani attrici della sua generazione, e per la sua interpretazione ottiene il premio Pasinetti alla 51ª Mostra di Venezia.
Nel corso di questo decennio, il suo periodo di maggior popolarità, appare in altri due film di culto, ovvero il distopico Strange Days di Kathryn Bigelow (1995) e l'horror-grottesco Dal tramonto all'alba di Robert Rodriguez (1996).
Dagli anni 2000 in poi la sua popolarità sembra affievolirsi, pur continuando ad apparire sia in film indipendenti che in produzioni mainstream; compare, fra gli altri, in Starsky & Hutch (2004), ne I segreti di Osage County (2013) e in diverse pellicole del regista Todd Phillips. Dal 2010 in poi è particolarmente presente anche in televisione, prendendo parte alle serie Il socio, Wayward Pines e Secrets and Lies.
È apparsa anche in uno spot pubblicitario della Gap assieme ai Daft Punk. Ha inoltre ricevuto una candidatura agli Emmy per la sua interpretazione in My Louisiana Sky nel 2001.

### Cantante
Juliette Lewis ha anche una carriera come cantante e musicista. È stata alla guida del gruppo Juliette and the Licks per sei anni, con i quali ha pubblicato un EP e due album. Subito dopo lo scioglimento dei Licks, nel 2009, ha formato una nuova band, Juliette and the New Romantiques, con la quale nello stesso anno ha pubblicato l'album Terra Incognita.
Tra le sue collaborazioni, si segnalano quella col gruppo big beat The Prodigy nella canzone Hot Ride, con gli Infidels, con i quali collabora nel brano presente nella colonna sonora de Il corvo 3 - Salvation, Bad Brother, e con Linda Perry. Nel 2011 ha cantato in due pezzi dell'album English Garden dei Quintorigo. Appare inoltre come cantante nell'uscita discografica dei Mando Diao MTV Unplugged Above and Beyond.
Nel 2013 è suo l'accompagnamento vocale nel brano Saint of Impossible Causes tratto da The Ballad of Boogie Christ, decimo album di Joseph Arthur. È inoltre apparsa nei videoclip di Buried Alive By Love degli HIM, e City of Angels dei Thirty Seconds to Mars.
Nel film Strange Days del 1995, che la vede anche nel cast, ha inoltre interpretato la canzone Hardly Wait scritta da PJ Harvey, parte della colonna sonora.

## Filmografia

### Cinema
- Ho sposato un'aliena (My Stepmother Is an Alien), regia di Richard Benjamin (1988)
- National Lampoon's Christmas Vacation - Un Natale esplosivo! (National Lampoon's Christmas Vacation), regia di Jeremiah S. Chechik (1989)
- Una vita in fuga (The Runnin' Kind), regia di Max Tash (1989)
- Cape Fear - Il promontorio della paura (Cape Fear), regia di Martin Scorsese (1991)
- Cuori incrociati (Crooked Hearts), regia di Michael Bortman (1991)
- Mariti e mogli (Husbands and Wives), regia di Woody Allen (1992)
- Calde notti d'estate (That Night), regia di Craig Bolotin (1992)
- Kalifornia, regia di Dominic Sena (1993)
- Triplo gioco (Romeo Is Bleeding), regia di Peter Medak (1993)
- Buon compleanno Mr. Grape (What's Eating Gilbert Grape), regia di Lasse Hallström (1993)
- Assassini nati - Natural Born Killers (Natural Born Killers), regia di Oliver Stone (1994)
- Agenzia salvagente (Mixed Nuts), regia di Nora Ephron (1994)
- Ritorno dal nulla (The Basketball Diaries), regia di Scott Kalvert (1995)
- Strange Days, regia di Kathryn Bigelow (1995)
- Dal tramonto all'alba (From Dusk Till Dawn), regia di Robert Rodriguez (1996)
- Conflitti del cuore (The Evening Star), regia di Robert Harling (1996)
- Ragazzi e ragazze (Some Girl), regia di Rory Kelly (1998)
- Un amore speciale (The Other Sister), regia di Garry Marshall (1999)
- Il mistero del quarto piano (The 4th Floor), regia di Josh Klausner (1999)
- Le vie della violenza (The Way of the Gun), regia di Christopher McQuarrie (2000)
- Affittasi camera (Room to Rent), regia di Khalis Al-Haggar (2000)
- Frankie e Ben - Una coppia a sorpresa (Gaudi Afternoon), regia di Susan Seidelman (2001)
- Sola nella trappola (Picture Claire), regia di Bruce McDonald (2001)
- Via dall'incubo (Enough), regia di Michael Apted (2002)
- Old School, regia di Todd Phillips (2003)
- Oscure presenze a Cold Creek (Cold Creek Manor), regia di Mike Figgis (2003)
- Blueberry, regia di Jan Kounen (2004)
- Starsky & Hutch, regia di Todd Phillips (2004)
- The Darwin Awards - Suicidi accidentali per menti poco evolute (The Darwin Awards), regia di Finn Taylor (2005)
- Daultry Calhoun - Un golfista al verde (Daultry Calhoun), regia di Katrina Holden Bronson (2005)
- Grilled, regia di Jason Ensler (2006)
- Tutte le cose che non sai di lui (Catch and Release), regia di Susannah Grant (2007)
- Whip It, regia di Drew Barrymore (2009)
- Conviction, regia di Tony Goldwyn (2010)
- Due cuori e una provetta (The Switch), regia di Will Speck e Josh Gordon (2010)
- Parto col folle (Due Date), regia di Todd Phillips (2010)
- Sympathy for Delicious, regia di Mark Ruffalo (2010)
- Hick, regia di Derick Martini (2011)
- Open Road, regia di Márcio Garcia (2012)
- I segreti di Osage County (August: Osage County), regia di John Wells (2013)
- Kelly & Cal, regia di Jen McGowan (2014)
- Jem e le Holograms (Jem & the Holograms), regia di Jon M. Chu (2015)
- Nerve, regia di Henry Joost e Ariel Schulman (2016)
- Back Roads, regia di Alex Pettyfer (2017)
- A Million Little Pieces, regia di Sam Taylor-Johnson (2018)
- Ma, regia di Tate Taylor (2019)
- Music, regia di Sia (2021)
- Breaking News a Yuba County (Breaking News in Yuba County), regia di Tate Taylor (2021)
- The Thicket, regia di Elliott Lester (2024)
- Opus - Venera la tua stella (Opus), regia di Mark Anthony Green (2025)

### Televisione
- Home Fires – miniserie TV (1987)
- I Married Dora – serie TV, 13 episodi (1987-1988)
- L'albero delle mele (The Facts of Life) – serie TV, episodi 9x23-9x24 (1988)
- Blue Jeans (The Wonder Years) – serie TV, 3 episodi (1989-1990)
- Vite dannate (Too Young to Die?) – film TV (1990)
- Un nonno, quattro nipoti e un cane (A Family for Joe) – serie TV, 9 episodi (1990)
- Gli occhi della vita (Hysterical Blindness) – film TV (2002)
- Dharma & Greg – serie TV, episodio 5x06 (2005)
- My Name Is Earl – serie TV, episodio 1x21 (2006)
- Memphis Beat – serie TV, episodio 1x02 (2010)
- Il socio (The Firm) – serie TV, 22 episodi (2012)
- Wayward Pines – serie TV, episodi 1x01-1x02-1x03 (2015)
- Secrets and Lies – serie TV, 20 episodi (2015-2016)
- Camping – serie TV, 8 episodi (2018)
- Sacred Lies – serie TV, 10 episodi (2020)
- Un volto, due destini - I Know This Much Is True (I Know This Much Is True) – miniserie TV, 2 puntate (2020)
- Yellowjackets – serie TV, 19 episodi (2021-2023)
- Ecco a voi i Chippendales (Welcome to Chippendales) – miniserie TV, 6 puntate (2022-2023)

## Riconoscimenti
- Premio Oscar
  - 1992 –  Candidatura alla miglior attrice non protagonista per Cape Fear - Il promontorio della paura

- Golden Globe
  - 1992 – Candidatura alla miglior attrice non protagonista per Cape Fear - Il promontorio della paura

- Mostra internazionale d'arte cinematografica
  - 1994 – Premio Pasinetti (per Assassini nati - Natural Born Killers)
  - 1994 – Special Mention (per Assassini nati - Natural Born Killers)

- MTV Movie Awards
  - 1992 – Candidatura al miglior bacio con Robert De Niro per Cape Fear - Il promontorio della paura
  - 1995 – Candidatura alla miglior coppia con Woody Harrelson (per Assassini nati - Natural Born Killers)
  - 1995 – Candidatura al miglior bacio con Woody Harrelson (per Assassini nati - Natural Born Killers)

- Premio Emmy
  - 2003 – Candidatura alla migliore attrice non protagonista in una miniserie o film per la televisione per Gli occhi della vita

- Razzie Awards
  - 1999 – Candidatura alla peggior attrice non protagonista per Un amore speciale

- Screen Actors Guild Award
  - 2014 – Candidatura al miglior cast per I segreti di Osage County

## Doppiatrici italiane
Nelle versioni in italiano delle opere in cui ha recitato, Juliette Lewis è stata doppiata da:
- Eleonora De Angelis in Vite dannate, Cape Fear - Il promontorio della paura, Agenzia salvagente, Ritorno dal nulla, Ragazzi e ragazze, Affittasi camera, Frankie e Ben - Una coppia a sorpresa, Via dall'incubo, Il socio, I segreti di Osage County, Camping, Ma, Music, Un volto, due destini - I Know This Much Is True, Breaking News a Yuba County, Yellowjackets, Ecco a voi i Chippendales, Opus - Venera la tua stella
- Laura Boccanera in Kalifornia, Assassini nati - Natural Born Killers, Strange Days, Conflitti del cuore, Il socio (ep. 21), Wayward Pines
- Barbara De Bortoli in Il mistero del quarto piano, Gli occhi della vita, Memphis Beat, Jem e le Holograms
- Giuppy Izzo in National Lampoon's Christmas Vacation - Un Natale esplosivo!, Dal tramonto all'alba
- Cristiana Lionello in Mariti e mogli, Buon compleanno Mr. Grape
- Chiara Colizzi in Le vie della violenza, Blueberry
- Ilaria Stagni in Oscure presenze a Cold Creek, Daltry Calhoun - Un golfista al verde
- Valentina Mari in Un amore speciale
- Emanuela Amato in Sola nella trappola
- Roberta Paladini in Old School
- Giò Giò Rapattoni in Starsky & Hutch
- Federica De Bortoli in My Name is Earl
- Anna Cesareni in The Darwin Awards - Suicidi accidentali per menti poco evolute
- Rossella Acerbo in Tutte le cose che non sai di lui
- Eleonora Reti in Whip It
- Emanuela Rossi in Parto col folle
- Antonella Baldini in Due cuori e una provetta
- Laura Romano in Secrets and Lies
- Francesca Fiorentini in Nerve

Da doppiatrice è sostituita da:
- Maddalena Vadacca in Fuori di zukka

## Discografia

### Con i The Licks
- 2005 – Like a Bolt of Lightning
- 2005 – You're Speaking My Language
- 2006 – Four on the Floor

### Con i The New Romantiques
- 2009 – Terra incognita